# Челекетич, Милан
Милан Челекетич (серб. Милан Челекетић, род.  12 августа 1946 года Мокрин, Кикинда, СФРЮ) — сербский генерал и военный деятель, известный военачальник армии Сербской Краины в период войны в Хорватии.

## Биография
Генерал-подполковник Милан Челекетич родился 12 августа 1946 года в селе Мокрин, близ Кикинды. Основную школу завершил в 1963 году, машиностроительную техническую школу в 1967 году. Затем он вступил в Югославскую народную армию, где в 1971 году окончил Военную академию сухопутных войск по специальности «бронетанковые подразделения», а в 1982 году Командно-штабную академию сухопутных войск.
Звание подпоручика получил 31 июля 1971 года, поручика досрочно в 1973 году, капитана в 1976 году, капитана первого класса в 1979 году, майора в 1983 году, подполковника в 1988 году, полковника досрочно в 1991 году генерал-майора в краинской армии получил 22 февраля 1994 года, а в Вооружённых силах СРЮ 16 июня того же года. Звание генерал-подполковника получил в армии Сербской Краины в 10 марта 1995 года.
В 1971—1972 году командовал взводом в Суботице, в 1972—1977 там же возглавлял механизированную роту, в 1977—1982 был гвардейским офицером в Белграде, в 1982—1984 был секретарем по вопросам подготовки в бригаде в Копривнице, там же в 1964—1986 командовал бронетанковым батальоном, в 1988-1990 в Копривнице возглавлял штаб 73-й моторизованной бригады, а в 1990—1991 был начальником штаба 265-й механизированной бригады в Бьеловаре. На этом посту он встретил распад Югославии и начавшуюся войну в Хорватии. В том же году он был назначен командиром 16-й краинской моторизованной бригады, которой командовал вплоть до 1993 года. 16-я бригада сыграла важную роль в боях в Западной Славонии и в войне в Боснии и Герцеговине. Следующим назначением Челекетича стала Западная Славония, где он возглавил 18-й корпус краинской армии. 22 февраля 1994 года он стал начальником Главного штаба армии РСК. В мае 1995 года, после сербского поражения в Славонии он оставил должность.